# 菜根譚
『菜根譚』（さいこんたん）は、洪自誠（洪応明、還初道人）による随筆集で中国古典の一つ。前集222条、後集135条からなる中国明代末期のものであり、主として前集は人の交わりを説き、後集では自然と閑居の楽しみを説いた書物である。別名「処世修養篇」（孫鏘（そん しょう）の説）。

## 概要
書名は宋の汪信民「人咬能得菜根、則百事可做（人能く菜根を咬みえば、則ち百事なすべし）」に依拠する。菜根は堅くて筋が多いので、これをよく咬みうるのは、ものの真の味わいを味わいうる人物であるということを意味する。
『菜根譚』の版本は、洪自誠を著者とする「洪自誠本」と、洪応命を著者とする「洪応命本」の二系統がある。日本で流布したのは洪自誠本である。
著者の洪自誠の来歴は不明である。日本に『菜根譚』をもたらした林蓀坡も、明代末期に引退して道を楽しんだ人物と述べるに留まる。一方、亀谷省軒は「洪応明、自誠は、還初道人と号す。明の万暦中の人なり」と説いた。
内容は明末に盛んであった清言である。前集222条、後集135条の計357条から成る。前集は世間や人と交わる道を説き、後集は山林自然の趣きや退隠閑居の楽しみを説く。思想的基盤は儒教・道教・仏教を交えた三教合一の思想である。
明治時代以降も、清言の書として人々に愛読された。処世訓の最高傑作の一つとして、田中角栄、吉川英治、川上哲治、野村克也、門田博光らも愛読した。

## 訳注書
- 五島慶太　注釈『ポケット菜根譚』、1940年７月、実業之日本社
- 魚返善雄 訳註『菜根談』角川文庫、1955年10月
- 今井宇三郎 訳註『菜根譚』岩波文庫、1975年1月、ISBN 4-00-007025-8。ワイド版1991年
- 中村璋八・石川力山 訳註『菜根譚』講談社学術文庫、1986年6月、ISBN 4-06-158742-0
- 吉田公平『菜根譚』たちばな出版・タチバナ教養文庫、1996年7月、ISBN 4-88692-554-5
- 久須本文雄『菜根譚』講談社、1994年10月（新版）、ISBN 4-06-207232-7
- 釈宗演『菜根譚講話』麗沢大学出版会（改訂版）、2008年、篠田英雄編。初刊は京文社書店（1926年11月）。文一出版・鴻盟社ほかで再刊
- 蔡志忠作画、和田武司訳 『マンガ菜根譚・世説新語の思想』講談社+α文庫、1998年3月。※以下は入門書
- 『みんなのたあ坊の菜根譚 今も昔も大切な100のことば』サンリオ、新装版2015年、ISBN 978-4-387-15065-7
- 守屋洋『菜根譚　新訳』PHP研究所、2011年3月、ISBN 978-4-569-79600-0
- 湯浅邦弘『菜根譚――中国の処世訓』中公新書、2010年2月、ISBN　978-4-121-02042-0
- 湯浅邦弘編 『菜根譚　中国の古典』角川ソフィア文庫、2014年10月、ISBN 978-4-04-407231-5
- 大野出編、松井光彦・三浦雅彦 『菜根譚　図解雑学』ナツメ社、2010年10月